# Chernes vicinus
Espèce
Synonymes
- Allochernes vicinus Beier, 1932
- Chernes lasiophilus Cooreman, 1947

Chernes vicinus est une espèce de pseudoscorpions de la famille des Chernetidae.

## Distribution
Cette espèce se rencontre en Autriche, en Slovaquie, en Tchéquie, en Allemagne, en Belgique et en Suède.

## Publication originale
- Beier, 1932 : Pseudoscorpionidea II. Subord. C. Cheliferinea. Tierreich, vol. 58, p. 1-294.